# Berryz Kobo
Berryz Kobo (Berryz工房, Berīzu Kōbō) is een Japanse meidengroep geproduceerd door de songwriter en muziekproducer Tsunku. De groep maakt deel uit van Hello! Project. De groep werd opgericht in 2004 en heeft sindsdien meer dan 30 singles uitgebracht.

## Geschiedenis
Berryz Kobo wordt in januari 2004 gevormd uit acht meisjes van Hello! Project Kids, het kinderproject van Hello! Project. In maart 2004 verscheen hun debuutsingle "Anata Nashi de wa Ikite Yukenai".
Op 1 april 2007 werd Berryz Kobo de groep met de tot dan toe jongste artiesten (met de gemiddelde leeftijd van 13,8) die een concert gaf in de Saitama Super Arena.
In november 2008 ontving Berryz Kobo de prijs voor "Beste Aziatische Nieuwkomer" op het Asia Song Festival. In hetzelfde jaar, in december, won de group de Kabelmuziek Award (voor het lied "Dschinghis Khan", een Japanstalige cover van de song van de Duitse muziekgroep Dschinghis Khan).
Gedurende 2009 en 2010 brachtte Berryz Kobo enkele singles uit waarvan de liedjes gebruikt werden in de anime serie "Inazuma Eleven".
In april 2011 was Berryz Kobo gast op de anime-conventie "SakuraCon" in Seattle in Amerika. Dit zou hun eerste optreden in Amerika zijn. 
Datzelfde jaar volgen er nog enkele collaboratie singles met andere Hello! Project groepen. Met °C-ute, Mano Erina en S/mileage brengen ze in augustus "Makeruna Wasshoi!" uit onder de naam "Bekimasu". In november volgt dan weer een single van BeriKyuu (Berryz Kobo en °C-ute), genaamd "Amazuppai Haru ni Sakura Saku". Daarna volgt nog een single van Mobekimasu (Morning Musume, Berryz Kobo, °C-ute, Mano Erina en S/mileage) met titel "Busu ni Naranai Tetsugaku".
In 2012 volgt nog een tweede collaboratie single onder "BeriKyuu" met titel "Because Happiness". Het is een remix van het liedje "Because Happiness" van Berryz Kobo en het liedje "Shiawase no Tochuu" van °C-ute, die mooi door elkaar vloeien als ze op hetzelfde moment worden afgespeeld.
In 2013 geeft Berryz Kobo voor het eerst een concert in Taipei in Taiwan. Datzelfde jaar staan ze ook voor het eerst op het podium van Nippon Budokan, voor het vieren van hun 10-jarig bestaan.
In juli 2014 worden Berryz Kobo en °C-ute uitgenodigd als "Guests of Honor" op het Japan Expo anime festival in Parijs in Frankrijk. Er volgde een concert, conferentie, handshake evenement en signeersessie. Dit was hun eerste en ook laatste bezoek aan Europa. 
Niet veel later,in augustus, kondigt "Captain" Shimizu Saki de hiatus van de groep aan. Na het einde van de lente tour in 2015 zal Berryz Kobo voor onbeperkte tijd de activiteiten stoppen. Alhoewel er gesproken werd over "hiatus", betekende het echter het einde van de groep.

## Leden

### Leden op moment van hiatus
| Naam             | Geboortedatum    | Kleur*    | Opmerkingen |
| ---------------- | ---------------- | --------- | ----------- |
| Saki Shimizu     | 22 november 1991 | Geel      | Kapitein    |
| Momoko Tsugunaga | 6 maart 1992     | Lichtroze |             |
| Chinami Tokunaga | 22 mei 1992      | Oranje    |             |
| Maasa Sudo       | 3 juli 1992      | Blauw     |             |
| Miyabi Natsuyaki | 25 augustus 1992 | Purper    |             |
| Yurina Kumai     | 3 augustus 1993  | Groen     |             |
| Risako Sugaya    | 4 april 1994     | Rood      |             |

* Traditioneel krijgen leden van idolengroepen elk een eigen kleur, die vaak in kledij en marketing gebruikt wordt.

### Oud-leden
- Maiha Ishimura (石村 舞波) (tot 27 oktober 2005)

## Discografie

### Singles
| Nr. | Titel | Verschijningsdatum | Hoogste positie (Oricon) |
| --- | --- | ------------------ | ------------------------ |
| 1   | "Anata Nashi de wa Ikite Yukenai" (あなたなしでは生きてゆけない)                                                                      | 3 maart 2004       | 18                       |
| 2   | "Fighting Pose wa Date ja Nai!" (ファイティングポーズはダテじゃない!)                                                                 | 28 april 2004      | 25                       |
| 3   | "Piriri to Yukō!" (ピリリと行こう!)                                                                                                   | 26 mei 2004        | 37                       |
| 4   | "Happiness ~Kōfuku Kangei!~" (ハピネス～幸福歓迎!～)                                                                                  | 25 augustus 2004   | 20                       |
| 5   | "Koi no Jubaku" (恋の呪縛) | 10 november 2004   | 13                       |
| 6   | "Special Generation" (スッペシャル ジェネレ～ション)                                                                                  | 30 maart 2005      | 7                        |
| 7   | "Nanchū Koi o Yatterū You Know?" (なんちゅう恋をやってるぅ YOU KNOW?)                                                                 | 8 juni 2005        | 13                       |
| 8   | "21ji made no Cinderella" (21時までのシンデレラ)                                                                                      | 3 augustus 2005    | 13                       |
| 9   | "Gag 100kaibun Aishite Kudasai" (ギャグ100回分愛してください)                                                                         | 23 november 2005   | 19                       |
| 10  | "Jiriri Kiteru" (ジリリ キテル) | 29 maart 2006      | 6                        |
| 11  | "Waracchaō yo Boyfriend" (笑っちゃおうよ BOYFRIEND)                                                                                   | 2 augustus 2006    | 15                       |
| 12  | "Munasawagi Scarlet" (胸さわぎスカーレット)                                                                                           | December 6, 2006   | 11                       |
| 13  | "Very Beauty" (VERY BEAUTY) | 7 maart 2007       | 11                       |
| 14  | "Kokuhaku no Funsui Hiroba" (告白の噴水広場)                                                                                          | 27 juni 2007       | 4                        |
| 15  | "Tsukiatteru no ni Kataomoi" (付き合ってるのに片思い)                                                                                 | 28 november 2007   | 6                        |
| 16  | "Dschinghis Khan" (ジンギスカン) | 12 maart 2008      | 5                        |
| 17  | "Yuke Yuke Monkey Dance" (行け 行け モンキーダンス)                                                                                   | 9 juli 2008        | 4                        |
| 18  | "Madayade" (MADAYADE) | 5 november 2008    | 6                        |
| 19  | "Dakishimete Dakishimete" (抱きしめて 抱きしめて)                                                                                     | 11 maart 2009      | 8                        |
| 20  | "Seishun Bus Guide / Rival" (青春バスガイド／ライバル)                                                                                | 3 juni 2009        | 4                        |
| 21  | "Watashi no Mirai no Danna-sama / Ryūsei Boy" (私の未来のだんな様／流星ボーイ)                                                        | 11 november 2009   | 5                        |
| 22  | "Otakebi Boy Wao! / Tomodachi wa Tomodachi Nanda!" (雄叫びボーイ WAO!／友達は友達なんだ!)                                             | 3 maart 2010       | 3                        |
| 23  | "Maji Bomber!!" (本気ボンバー!!) | 14 juli 2010       | 6                        |
| 24  | "Shining Power!!" (シャイニング パワー!!)                                                                                             | 10 november 2010   | 7                        |
| 25  | "Heroine ni Narō ka!" (ヒロインになろうか!)                                                                                           | 2 maart 2011       | 7                        |
| 26  | "Ai no Dangan!" (愛の弾丸!) | 8 juni 2011        | 11                       |
| 27  | "Aa, Yo ga Akeru" (ああ、夜が明ける)                                                                                                  | 10 augustus 2011   | 7                        |
| 28  | "Be Genki ~Naseba Naru!~" (Be 元気＜成せば成るっ!＞)                                                                                  | 21 maart 2012      | 9                        |
| 29  | "Cha Cha Sing" (cha cha SING) | 25 juli 2012       | 6                        |
| 30  | "Want!" (WANT!) | 19 december 2012   | 3                        |
| 31  | "Asian Celebration" (アジアン セレブレイション)                                                                                       | 13 maart 2013      | 8                        |
| 32  | "Golden Chinatown / Sayonara Usotsuki na Watashi" (ゴールデンチャイナタウン／サヨナラ ウソつきの私)                                   | 19 juni 2013       | 6                        |
| 33  | "Motto Zutto Issho ni Itakatta / Rock Erotic" (もっとずっと一緒に居たかった／ROCKエロティック)                                        | 2 oktober 2013     | 4                        |
| 34  | "Otona na no yo! / 1 Oku 3 Sen Man Sō Diet Ōkoku" (大人なのよ!／1億3千万総ダイエット王国)                                             | 19 februari 2014   | 4                        |
| 35  | "Ai wa Itsumo Kimi no Naka ni / Futsū, Idol 10nen Yatterannai Desho!?" (愛はいつも君の中に／普通、アイドル10年やってらんないでしょ!?) | 4 juni 2014        | 4                        |
| 36  | "Romance wo Katatte / Towa no Uta" (ロマンスを語って／永久の歌)                                                                       | 12 November 2014   | 4                        |

### Samenwerking singles
- "All for One & One for All!" (van H.P. All Stars)
- "Amazuppai Haru ni Sakura Saku" (van Berryz Kobo × Cute)
- "Busu ni Naranai Tetsugaku" (van Hello! Project Mobekimasu)
- "Makeru na Wasshoi!" (van Bekimasu)
- "Chō Happy Song" (van Berryz Kobo × Cute)

### Albums
| Nr. | Titel                                                                            | Verschijningsdatum | Hoogste positie (Oricon) | Opmerkingen |
| --- | -------------------------------------------------------------------------------- | ------------------ | ------------------------ | ----------- |
| 1   | 1st Chō Berryz (1st 超ベリーズ)                                                  | 7 juli 2004        | 18                       |             |
| 2   | Dai 2 Seichōki (第②成長記)                                                       | 16 november 2005   | 19                       |             |
| 2.5 | Special! Best Mini ~2.5 Maime no Kare~ (スッペシャル!ベストミニ ～2.5枚目の彼～) | 7 december 2005    | 45                       | Mini-album  |
| 3   | 3 Natsu Natsu Mini Berryz (③夏夏ミニベリーズ)                                    | 5 juli 2006        | 20                       | Mini-album  |
| 4   | 4th Ai no Nanchara Shisū (4th 愛のなんちゃら指数)                                | 1 augustus 2007    | 14                       |             |
| 5   | 5 (Five) (5(FIVE))                                                               | 10 september 2008  | 11                       |             |
| –   | Berryz Kobo Special Best Vol. 1 (Berryz工房 スッペシャル ベスト Vol.1)           | 14 januari 2009    | 11                       | Compilatie  |
| 6   | 6th Otakebi Album (6th 雄叫びアルバム)                                           | 31 maart 2010      | 12                       |             |
| 7   | 7 Berryz Times (7 Berryz タイムス)                                               | 30 maart 2011      | 10                       |             |
| 8   | Ai no Album 8 (愛のアルバム⑧)                                                    | 22 februari 2012   | 25                       |             |
| 9   | Berryz Mansion 9kai (Berryzマンション９階)                                       | 30 januari 2013    | 24                       |             |
| –   | Berryz Kobo Special Best Vol. 2 (Berryz工房 スッペシャル ベスト Vol.2)           | 26 februari 2014   | 26                       | Compilatie  |

## Prijzen
| Jaar | Gebeurtenis        | Award                       | Genomineerd voor  | Resultaat   |
| ---- | ------------------ | --------------------------- | ----------------- | ----------- |
| 2008 | Asia Song Festival | Beste Aziatische Nieuwkomer |                   | Gewonnen    |
| 2008 | Japan Cable Awards | Kabelmuziek Award           | "Dschinghis Khan" | Gewonnen    |
| 2008 | Japan Cable Awards | Grand Prix                  | "Dschinghis Khan" | Genomineerd |